# Podanthus mitiqui
Podanthus mitiqui là một loài thực vật có hoa trong họ Cúc. Loài này được Lindl. miêu tả khoa học đầu tiên năm 1830.